# Le Passager de la pluie (nouvelle)
Pour les articles homonymes, voir Le Passager de la pluie (homonymie).
Le Passager de la pluie est une nouvelle de Robert van Gulik mettant en scène le juge Ti.
Il s'agit de la quatrième affaire du magistrat selon l'ordre chronologique et de la septième selon l'ordre de publication. La nouvelle fait partie du recueil Le Juge Ti à l'œuvre.

## Résumé
Six mois après l'arrivée du juge Ti à Peng-lai, ses épouses et ses enfants l'ont enfin rejoint et se sont installés dans leur résidence du Yamen. Peu de temps après, mademoiselle Tsao, à qui le juge est déjà venu en aide (voir  Trafic d'or sous les T'ang ) et qui depuis éprouve des sentiments à son égard, est engagée par la Première Épouse du magistrat comme dame de compagnie.
C'est par une journée chaude et orageuse que le juge devra résoudre à la fois ses problèmes personnels et un crime dont le seul témoin est sourd-muet...

## Personnages
Membres du Tribunal
- Ti Jen-tsie, magistrat de Peng-lai.
- Hong Liang, conseiller du juge et sergent du tribunal.

Personnalités importantes du district
- Tchong Fan, préteur sur gage, assassiné.
- Monsieur Lin, associé du préteur sur gage.

Autres personnages
- Wang San-lang, jeune pêcheur.
- Fauvette, jeune femme sourde-muette.
- Un capitaine de la police militaire.